# Sidney Webb
Sidney James Webb (Londres, 13 de julio de 1859 – Liphook, Hampshire, 13 de octubre de 1947) fue un político socialista británico. 

## Biografía
Junto con George Bernard Shaw ingresó a la Sociedad Fabiana en 1884, apenas tres meses después de su fundación. Con Beatrice Webb, Annie Besant, Graham Wallas, Edward R. Pease, Hubert Bland y Sidney Olivier, la transformaron en un muy importante club político-intelectual, en la Inglaterra de la época eduardiana.
Estudió Derecho en la Birbeck Literary and Scientific Institution y logró graduarse en la Universidad de Londres mientras trabajaba como oficinista. En 1895, contribuyó a la fundación de la London School of Economics, utilizando una herencia recibida por la Sociedad Fabiana. Fue nombrado profesor de Administración Pública en 1912, puesto en el que permaneció durante 15 años.
En 1892 contrajo matrimonio con Beatrice Potter, quien compartía sus ideas y proyectos. Ambos eran militantes del Partido Laborista y cumplían un papel político activo. Los Webb coescribieron el libro de referencia sobre la historia de las Trade Unions (sindicatos), History of Trade Unionism, en 1894. En 1913 fundaron el semanario New Statesman, que aún se publica.
Sidney fue elegido parlamentario en 1922. Su influencia creció después de organizar Coefficients, cenas a las que acudían los intelectuales y hombres de estado más importantes. En 1929 fue nombrado Baron Passfield y Secretario de Estado para las Colonias y los Dominios, del gobierno británico de Ramsay MacDonald. En 1930 debió renunciar por motivos de salud. Durante sus últimos años los esposos Webb realizaron actividades y escribieron en defensa de la Unión Soviética.

## Obras
- Facts for Socialists (1887)
- Problems of Modern Industry (1898)
- Grants in Aid: A Criticism and a Proposal (1911)
- Seasonal Trades, con A. Freeman (1912)
- The Restoration of Trade Union Conditions (1916)

Conjuntamente con Béatrice Webb
- History of Trade Unionism (1894)
- Industrial Democracy (1897)
- English Local Government Vol. I-X (de 1906 à 1929)
- The Manor and the Borough (1908)
- The Break-Up of the Poor Law (1909)
- English Poor-Law Policy (1910)
- The Cooperative Movement (1914)
- Works Manager Today (1917)
- The Consumer's Cooperative Movement (1921)
- Decay of Capitalist Civilization (1923)
- Methods of Social Study (1932)
- Soviet Communism: A new civilization? (1935)
- The Truth About Soviet Russia (1942)

Conjuntamente con el economista inglés Harold Cox:
- La jornada de ocho horas (1891)